# Santa María de Montserrat de los Españoles (título cardenalicio)
El título cardenalicio de Santa María de Montserrat de los Españoles (en latín: S. Mariae Hispanorum in Monte Serrato) fue instituido en 2003 por el Papa Juan Pablo II.

## Titulares
- Carlos Amigo Vallejo, O.F.M. (2003-2022)
- José Cobo Cano (2023-)